# エムジー
株式会社エムジー（英: MG CO.,LTD.）は、日本の大阪府大阪市に本社を置く産業用電子機器の製造・販売を行う国内中堅メーカーである。

## 概要
産業用電子機器の製造・販売を行う。旧社名はエム・システム技研。
廃形（ハイガタ）しないことが特徴。一般的には、使用される電子パーツが廃止になった製品は廃形され、後継機種がリリースされるが、株式会社エムジーでは工業計器の理想として、設計変更を行うことで廃形しないことをポリシーとしている。
アナログ回路技術（特に絶縁回路技術）に強みを持つ。
信号変換器は国内シェア首位。また、リモートI/Oは対応するネットワークの種類が豊富であることが特徴。非上場企業。創業者は宮道繁。

## 事業内容
- 計装用信号変換器、電子機器専用避雷器、遠隔測定・多重伝送・自動制御用等の各種電子機器、その他ネットワーク計装用各種電子機器の製造販売[5]
- 電気機器・計測器・電気設備・自動・省力化用設備の販売[6]

## 主な製品
- FA事業
  - 信号変換器、ディストリビュータ、リモートI/O、PLC、センサ
- PA事業
  - PID制御機器、電電ポジショナ、表示器、警報設定器
- BA事業
  - DDC、VAVコントローラ、FCUコントローラ、熱量演算器、温調計
- 避雷器事業
  - センサ信号用避雷器、ネットワーク用避雷器
- メカトロ事業
  - 電動アクチュエータ
- その他
  - 電力監視機器、無線機器、積層表示灯、LED照明、テレメータ・多重伝送、アイソレーションアンプ、PCレコーダ、SCADA

## 沿革
- 1972年4月 - 宮道繁が電気計装工事及び情報処理機器の開発を業としてエム・システム技研を設立。（資本金100万円）
- 1997年11月 - ISO9001の認証を取得。
- 2005年6月 - ISO14001の認証を取得。[7]
- 2008年10月 - 京都府木津川市にEMC試験サイト機能を持つ京都テクノセンターを開設。
- 2024年1月 - 株式会社エムジーに社名変更。

## 歴代社長
| 代                 | 氏名               | 就任日             | 退任日             | 備考               |
| エム・システム技研 | エム・システム技研 | エム・システム技研 | エム・システム技研 | エム・システム技研 |
| ------------------ | ------------------ | ------------------ | ------------------ | ------------------ |
| 1                  | 宮道繁             | 1972年             | 2004年             |                    |
| 2                  | 宮道三郎           | 2004年             | 2024年             |                    |
| エムジー           |                    |                    |                    |                    |
| 3                  | 宮道三郎           | 2024年             | 現職               |                    |
|                    |                    |                    |                    |                    |

## 事業所
本社 （大阪府大阪市中央区今橋二丁目5番8号トレードピア淀屋橋13F）
- 本社
- 関西支店
- カスタマーセンター

京都事業所
- 京都テクノセンター（京都府木津川市州見台8丁目2番地3）[8]
- 京都商品センター（京都府木津川市州見台8丁目2番地4）[9]

大阪事業所（大阪市西成区南津守5丁目2番55号）
- 大阪商品センター

営業所
- 関東支店
- 中部支店
- 仙台営業所
- 九州営業所
- 金沢オフィス

## 主要関係会社
国内グループ企業
- 株式会社VEMS（ヴェムス）
- 株式会社MGMT

## 受賞
- 科学技術庁長官賞（科学技術振興功績者として宮道 繁（当時社長））（1989年）
- 第23回 社団法人中小企業研究センター賞（現グッドカンパニー大賞）・全国表彰（1990年）
- 2007年度グッドデザイン賞 中小企業庁長官特別賞（2007年）[10]
- 2011年度グッドデザイン賞（2011年）[11]